# Herbert Bartlett
Herbert Henry Bartlett (Hardington Mandeville, Somerset, 30 de abril de 1842 – 23 de junho de 1921) foi um engenheiro civil e empreiteiro inglês, responsável pela construção de diversas edificações conhecidas em Londres.

## Vida
Nascido em Hardington Mandeville, Somerset, foi diretor da Perry & Co., com a qual foi associado durante 59 anos. Recebeu o título de baronete em 1913.
Está sepultado no Cemitério de Highgate em Londres.

## Obras notáveis
- 30 St Mary Axe
- reconstrução da Estação Waterloo
- Hospital St Thomas (sua construção de 1896 foi restaurada na década de 1970)
- melhorias na Somerset House
- várias estações do Metropolitano de Londres entre Baker Street e Waterloo
- parte da Tower Bridge